# Felipe Miranda
Felipe Cristian Miranda Arellano (10 maggio 1986) è uno sciatore nautico cileno.

## Palmarès
- Giochi sudamericani

Cochabamba 2018: oro nell'overall e nelle figure e argento nel salto.